# Xiangxiang
Xiangxiang (湘乡市S, XiāngxiāngP) è una città-contea della Cina, situata nella provincia di Hunan e amministrata dalla prefettura di Xiangtan.